# Alexander Jewgenjewitsch Lebedew

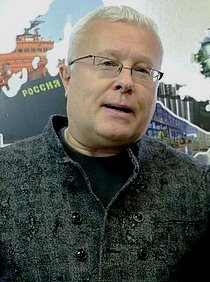
Alexander Lebedew, 2019

Alexander Jewgenjewitsch Lebedew (russisch Александр Евгеньевич Лебедев; * 16. Dezember 1959 in Moskau) ist ein russischer Oligarch und Politiker.
Das Forbes Magazine listete ihn im Mai 2008 mit einem Vermögen von 3,1 Milliarden US-Dollar auf Rang 358 der Liste der reichsten Menschen der Welt und zählt ihn damit auch zu den reichsten Russen.
Am 3. August 2012 kündigte er seinen Rückzug aus Russland an. Er sei Drohungen und Erpressungen des russischen Inlandsgeheimdiensts (FSB) ausgesetzt, denen er nicht länger standhalten könne.

## Leben
Alexander Lebedew ist das Kind einer Familie der Moskauer Bildungs-Oberschicht (Intelligenzija). Sein Vater war Professor an der Moskauer Technischen Hochschule und ehemaliges Mitglied der sowjetischen Wasserball-Nationalmannschaft. Seine Mutter unterrichtete als Englischlehrerin.
Von 1977 bis 1982 absolvierte Lebedew ein Wirtschaftsstudium am Moskauer Staatsinstitut für internationale Beziehungen. Danach arbeitete er beim Institut für Wirtschaft des Weltsozialistischen Systems. Dort begann er, an seiner Dissertation über die Schuldenprobleme und wirtschaftliche Entwicklung Russlands sowie über die Herausforderungen der finanziellen Globalisierung zu schreiben.
Bald danach wechselte er in leitende Funktionen der Internationalen Abteilung des KGB und dessen Nachfolgeorganisation FSB, wo er bis 1992 tätig war. Er war dabei am Finanzplatz London eingesetzt, um die Kapitalflucht aus Russland zu bekämpfen, und konnte dadurch einen guten Einblick in das westliche Finanzwesen erlangen.
Sein Sohn ist Evgeny Lebedev, Baron Lebedev.

## Politische Karriere
2003 kandidierte Lebedew als Moskauer Oberbürgermeister, unterlag aber gegen den Amtsinhaber Luschkow mit 13 % der Stimmen. Im selben Jahr kandidierte er erfolgreich für die Staatsduma auf der Liste der konservativen Partei Rodina. Nach der Wahl wechselte er zur regierungsnahen Partei Einiges Russland. Nach dem Aufgehen von Rodina in der sozialistischen Koalition Gerechtes Russland kehrte er zu dieser zurück und ist heute in der Parteiführung vertreten. Lebedew ist unter anderem Vizepräsident des GUS-Komitees der Duma.
Ende September 2008 wurde bekannt, dass Lebedew mit dem letzten sowjetischen Staatschef Michail Gorbatschow die Unabhängige Demokratische Partei gründen wolle.
In den russischen Regionalwahlen vom März 2011 wurde Lebedew zum Abgeordneten der Duma des Rajons Slobodskoi im Gebiet Kirow gewählt. Es wurde spekuliert, dass er sich damit die Möglichkeit schaffen will, in den Föderationsrat delegiert werden zu können; dieses Recht steht seit 2011 nur Abgeordneten von regionalen Parlamenten zu.

## Unternehmerische Aktivitäten
Sein erstes Unternehmen war das Investmentunternehmen Русская инвестиционно-финансовая компания. 1995 kaufte er über diese die damals kleine, in finanzielle Schwierigkeiten geratene National Reserve Bank und machte sie in kurzer Zeit zu einer der größten russischen Banken. Die National Reserve Bank war außer der Alfa Bank die einzige der zehn größten russischen Banken, die die Finanzkrise von 1998 in Russland überlebte. Sie gehört heute zu den 30 größten Banken des Landes.
Die Bank hält unter anderem:
- 30 % Anteile an der größten russischen Fluggesellschaft Aeroflot (der größte private Gesellschafter)
- 44 % an der Iljuschin Finance Co, die wiederum wesentliche Anteile an der russischen Flugzeugindustrie hält
- Anteile an der Sberbank, an Gazprom und an Unified Energy System.

Die Bank ist der Kernbestandteil des Konzerns National Reserve Corporation (NRC), der nach Lebedews eigenen Angaben Vermögen von rund 2 Milliarden US-Dollar hält. Zur National Reserve Corporation gehören ein Fleischkonzern, ein Immobilienkonzern (Национальная Ипотечная Компания), Bauunternehmen sowie diverse Tochterfirmen in der Textilbranche, der Telekommunikationsbranche, im Fahrzeugbau (Busse, Straßenbahnen), Elektrizitätswerke, Chemieunternehmen und in der Touristikbranche (u. a. eine Hotelkette in der Ukraine). Des Weiteren hält Lebedew Beteiligungen an diversen Medien, darunter gemeinsam mit Michail Gorbatschow 49 % an der regierungskritischen Zeitung Nowaja gaseta.
In Deutschland gehören ihm über eine Tochtergesellschaft der NRC 48 % der Anteile an der Fluggesellschaft Blue Wings. Im Frühjahr 2008 wurde bekannt, dass Lebedew 76 % der Anteile am Reiseunternehmen Öger Tours übernehmen wird, vorbehaltlich der Zustimmung der Kartellbehörden; die türkischen Aktivitäten der Öger Group sind davon nicht betroffen. Er hat außerdem ein Angebot für eine Beteiligung an der in finanzielle Schwierigkeiten geratenen IKB Deutsche Industriebank abgegeben, das um ein Mehrfaches über dem des US-Finanzinvestmentunternehmens Lone Star lag, die den Zuschlag erhielt. Es wurde jedoch nicht berücksichtigt, weil es angeblich nicht innerhalb der Angebotsfrist eingereicht worden sei.
Anfang 2009 kaufte Lebedew den Mehrheitsanteil an der britischen Tageszeitung Evening Standard auf.
Im März 2010 kaufte Lebedew die britische Zeitung The Independent.

## Mäzen
Lebedew ist Mäzen zahlreicher kultureller und sozialer Einrichtungen und hat hierzu einen eigenen Fonds gegründet.

## Rückzug
Am 3. August 2012 kündigte er seinen Rückzug aus Russland an. Er sei Drohungen und Erpressungen des Inlandsgeheimdiensts ausgesetzt, denen er nicht länger standhalten könne.
Der Druck auf ihn habe seit der Rückkehr Wladimir Putins ins Präsidentenamt zugenommen (am 4. März 2012 waren in Russland Präsidentschaftswahlen). Man werfe ihm vor, der Chefsponsor der Opposition zu sein.
Zuvor hatte er sich mehrfach kritisch gegenüber der Regierung geäußert und Oppositionelle unterstützt. 2012 hatte Lebedew unter anderem den bekannten Blogger und Korruptionskritiker Alexei Nawalny unterstützt, der im Winter 2011/12 zu den Anführern der Proteste gegen den damaligen Ministerpräsidenten Putin zählte.